# Fulco Beltrão da Provença
Fulco Beltrão ou Beltrão I (†27 de abril de 1051) foi conde da Provença de 1018 até sua morte, com seu irmão mais velho Guilherme IV até 1030, e com seu irmão mais novo Godofredo I desde, pelo menos, 1032, senão antes. Após a morte de Guilherme IV, Beltrão assumiu o título de marquês, indicando a liderança da dinastia.
Fulco e seu irmão Godofredo fizera uma doação à Abadia de Cluny, em 26 de maio de 1037, e à de São Vítor de Marselha, em 16 de janeiro de 1040. Fulco Beltrão foi um grande advogado do monasticismo renovado da Provença do século XI. Convocou um concílio do clero e da nobreza para fundar a Abadia de São Promásio perto de Forcalquier e restaurar a Bremetense ao redor de Gap, que fora destruída pelos sarracenos de Fraxineto.
Por outro lado, os dois condes abriram mão de grande parte do território real, que estivera sob o controle dos condes da Provença desde a época de seu avô, Guilherme, o Libertador. Ele foi majoritariamente dividido em alódios para vassalos, e o enfraquecimento do condado da Provença pode ser datado de seu governo.
Apesar da generosidade dos condes para Fulco, visconde de Marselha, Fulco Beltrão entrou em combate com ele, em 1031, devastando Toulon.

## Descendência
Fulco e sua esposa Ermengarda tiveram três filhos:
- Guilherme V (c. 1020 - 28 de julho de 1094), conde da Provença;
- Godofredo II (? - 13 de fevereiro de 1065), conde da Provença;
- Gerberga, esposa de Beltrão de Orange.